# Récepteur de la vitamine D
Le récepteur de la vitamine D (VDR) est une protéine de la superfamille des récepteurs nucléaires liant naturellement la vitamine D. 

## Mécanisme d'action
Il intéragit avec la protéine RUNX1

## Fonctions
Le gène VDR code pour le récepteur hormonal nucléaire de la vitamine D. 
L'agoniste naturel le plus puissant est le calcitriol (1,25-dihydroxycholécalciférol) et l'homologue de la vitamine D2 (ercalcitriol, 1-alpha,25-dihydroergocalciférol) est également un activateur puissant. 
D'autres formes de vitamine D se lient avec une affinité plus faible, tout comme l'acide lithocholique, un acide biliaire secondaire. 
Le récepteur appartient à la famille des facteurs de régulation de la transcription agissant en trans et présente une similitude de séquence avec les récepteurs des hormones stéroïdiennes et thyroïdiennes.